# Gembong (Arjosari)
Gembong is een bestuurslaag in het regentschap Pacitan van de provincie Oost-Java, Indonesië. Gembong telt 2422 inwoners (volkstelling 2010).